# Barbara Rütting
Barbara Rütting (Ludwigsfelde-Wietstock, 21 de noviembre de 1927-Marktheidenfeld, 28 de marzo de 2020) fue una actriz, política y autora alemana. Apareció en 50 películas entre 1952 y 1981. Nació en Ludwigsfelde-Wietstock, Alemania.

## Filmografía seleccionada
- (1952) International Counterfeiters
- (1954) The Last Bridge
- (1954) The Country Schoolmaster
- (1954) A Double Life
- (1954) Canaris
- (1955) Spionage
- (1955) Mädchen ohne Grenzen
- (1956) Die Geierwally
- Tiempo de amar, tiempo de morir (A Time to Love and a Time to Die), de Douglas Sirk (1958)
- (1961) The Shadows Grow Longer
- (1961) Town Without Pity
- (1963) Liebe will gelernt sein
- (1963) The Squeaker
- (1963) …und der Amazonas schweigt
- (1964) Das Phantom von Soho
- (1965) Neues vom Hexer
- (1965) Operación Crossbow (Operation Crossbow en inglés)
- (1968) Tamara
- (1969) Eine Frau sucht Liebe
- (1972) Der Todesrächer von Soho
- (1981) Derrick - Temporada 8, Episodio 8: "Prozente"